# 1820年自由主義革命
1820年自由主義革命（葡: Revolução Liberal）は、ポルトガル王国で1820年から1826年まで継続した政治的な革命である。当初は北部のポルトでの軍の反乱であったが、急速かつ平和裏に他の地域に広まった。革命は半島戦争の間にブラジルに移転 (en) していたポルトガル宮廷の帰還として結実し、1822年に憲法が制定され、ポルトガルにおける立憲時代が始まった。運動の自由主義思想は、19世紀のポルトガル社会と政治的組織に重要な影響を有していた。

## 歴史的背景
1807年から1811年まで、ナポレオンのフランス帝国軍はポルトガルを3度にわたり侵略した。その結果、1821年までポルトガル王家（ブラガンサ家）はポルトガル領ブラジルに移転した。ブラジルの宮廷から、ポルトガル王ジョアン6世は13年間、この「大西洋にまたがる帝国」を統治した。
1814年にフランス軍が敗れると、ポルトガルは長期間の政治的混乱を経験した。多くに人々が一層のポルトガル人民の自治を求めた。最終的にはこの動揺は、革命派による王のポルトガル本国への帰還が要請され、王の長きにわたるブラジル滞在が終焉した。
ポルトガルはフランス打倒に参加してきたにもかかわらず、ブラジルの植民地かイギリスの保護国に転落していることが露わになった。ポルトガル陸軍の将校らは、イギリスのポルトガル軍の統制に憤慨した。1808年には Decree of the Opening of Ports to Friendly Nations が加えられた。事実上、「植民地協定」（重商主義を参照）の終わりをもたらした。ポルトガルへのイギリスの輸出品に最恵国待遇を与える、2つの「1810年条約」はポルトやリスボンのような都市の商業を壊滅させ、ブルジョワジーに影響を与える深刻な経済危機を引き起こした。強力で活発なブルジョワのいるポルト市は、自由主義革命勃発の地となった。
1815年、ナポレオンの明確な敗北ののち、秘密結社「ポルトガル及びアルガルヴェの最高再生委評議会」が陸軍将校とフリーメイソンによってリスボンで結成された。この秘密結社はフリーメーソンのポルトガル支部のグランドマスターであるゴメス・フレイレ・デ・アンドラーデ（Gomes Freire de Andrade）将軍を長とした。彼はナポレオンが没落する1814年まで将軍を務め、祖国のイギリス支配を終わらせ、祖国の「救済と独立を推進」の対象であった。その短い間、運動は自由主義をポルトガルに導入しようとしたが、最終的にはそれに失敗した。
1817年、3人のメーソンリー、ジョアン・デ・サ・ペレイラ・ソアレス（João de Sá Pereira Soares）、モライス・サルメント（Morais Sarmento）、ジョゼ・アンドラーデ・コルヴォ（José Andrade Corvo）が当局に対して運動を非難した。当局は多くの容疑者を逮捕したが、その中には、ジョアン6世に対する陰謀で起訴されたフレイレ・デ・アンドラーデも含まれており、彼は摂政府によって半島の代表者になっていたほか、ウィリアム・ベレフォードを長とするイギリス軍の指令本部によって監督されていた。
1817年10月、摂政府は12人の被告人に国家反逆罪の有罪と絞首刑による死刑を言い渡した。ベレスフォードはジョアン6世によって確認されるまで判決を停止しようとしたが、摂政府はそのような運動は当局にとってはとるに足らない者と判断して、速やかな刑の執行を命じ、10月18日にカンポ・ド・サンタナで執行された（現在のCampo dos Mártires da Pátria「祖国の殉教者の地」）。フレイレ・デ・アンドラーデは同じ日にSão Julião da Barra Fortで処刑された。処刑はベレスフォードと摂政府への抗議を巻き起こし、ポルトガルでの反イギリス感情は激化した
処刑から2年後、ベレスフォードはブラジルに、彼が「ジャコバン派」と呼ぶ「過激急進派」の残党を押さえつけるための財源と権限を要請するためにブラジルに渡り、それらは付与された。ベレスフォード不在の間の1820年にポルトで革命が起きた。ベレスフォードがブラジルに渡航している間に、彼のリスボンへの上陸が禁止された。

## 革命とその後
1820年1月1日の同時発生したスペイン立憲革命の影響を受けて、自由主義革命はポルトで始まった。複数のポルトガルの都市や町での抵抗もないまま広がり、リスボンでの暴動で最高潮に達した。革命派は、「首都の威厳を回復する」ために、ただちに王家のポルトガル本国への帰還を要求した。自由主義革命は王の帰還を強いただけではなく、ポルトガルに立憲王国を成立させた。革命派はまた、ポルトガルのブラジルとの貿易の独占権の回復と、ブラジルの地位を植民地に降格させ、公式に5年前から成立していたブラジル王国の代わりに「ブラジル公国」にするように求めた。ブラジル王国は法的にはポルトガル・ブラジル及びアルガルヴェ連合王国の対等な構成国の一つであった。革命派は制憲議会の選挙を組織し、将来の国家像を議論した。選挙で選ばれた代表者の多数派が職業弁護士、学者で、革命を始めた商人ではなかった。商人の階級は革命を指導していた。1822年に起草された憲法は「スペイン1812年憲法」をモデルにしていた。
ジョアン6世がポルトガルに帰国すると、王位継承者ペドロはブラジル王国の摂政となった。政治的出来事ののち、1822年9月7日にブラジルは独立を宣言した。1822年にペドロは初代ブラジル皇帝を称し、同年12月1日に戴冠した。ポルトガルは1825年にブラジルの独立を承認した。
1823年にペドロの弟ミゲル王子とジョアン・カルロス・サルダーニャ准将による最初の反憲法的な反乱が組織された。彼らは議会閉鎖に取りかかり、ジョアン6世にベレスフォードを顧問官から罷免するように要求した。1826年、ジョアン6世は王位継承者を明確にしないまま崩御し、6年にわたるポルトガル内戦が引き起こされた。この内戦はミゲルと自由主義者の指導者となるペドロ（ポルトガル王としては「ペドロ4世」）との争いとなった。